# Nati nel 1241
| Questa pagina contiene informazioni ricavate automaticamente dalle voci biografiche con l'ausilio del template Bio e di un bot. L'aggiornamento è periodico e automatico e ricostruisce completamente la pagina. Se manca una persona in questa lista, sei pregato di non aggiungerla, ma accertati piuttosto che la sua voce biografica contenga il template Bio e che i dati anagrafici siano correttamente compilati. Se il template Bio manca, inseriscilo tu stesso o, in alternativa, metti l'avviso {{tmp\|Bio}} che ne segnala la mancanza. Se i dati riportati sono sbagliati, correggi direttamente la voce biografica; le modifiche saranno visibili in questa lista entro pochi giorni. Per chiarimenti vedi il progetto biografie. La lista contiene solo le 9 persone che sono citate nell'enciclopedia e per le quali è stato implementato correttamente il template Bio. Pagina aggiornata al 10 ago 2025. |

- 4 settembre - Alessandro III di Scozia, re († 1286)
- 1º dicembre - Margherita di Sicilia, principessa († 1270)
- Gregorio Ciprio, arcivescovo ortodosso e teologo bizantino († 1290)
- Isabella d'Ibelin, regina cipriota († 1324)
- Leszek II di Polonia, principe polacco († 1288)
- Vasilij I Jaroslavič, principe († 1276)
- Ferdinando d'Aragona, nobile spagnolo († 1275)
- Eleonora di Castiglia, regina († 1290)
- Sofia di Danimarca, regina danese († 1286)